# Titel, Serbien

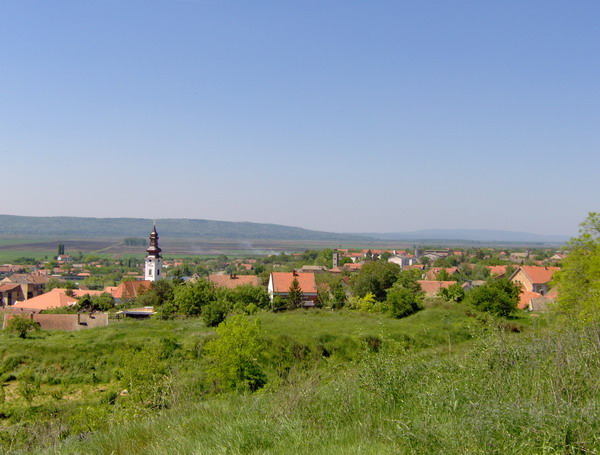
Vy mot Titel

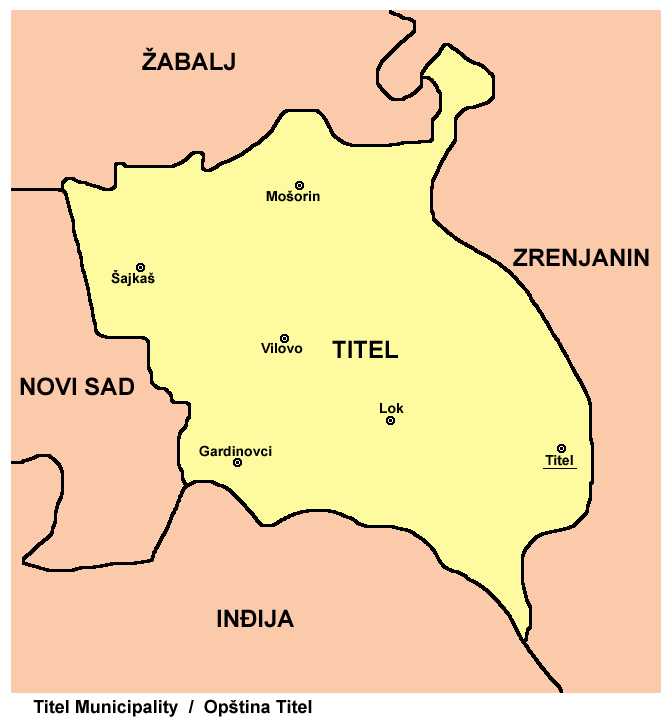

Titel (serbiska: Тител el. Titel, ungerska: Titel, tyska: Titel el. Theisshügel, latin: Titulium) är en stad i Södra Bačka, Vojvodina, Serbien. Staden är mest känd för att Albert Einsteins första fru Mileva Marić var född här.

## Kända personer från Titel
- Svetozar Miletić (1826-1901), Novi Sads borgmästare 1861-1862 och 1867-1868.
- Mileva Marić (1875-1948), matematiker och fysiker, Albert Einsteins första fru.
- Isidora Sekulić (1877-1958), författare.
- Duško Popov, dubbelagent som inspirerade Ian Fleming till hans fiktiva spionfigur James Bond

## Folkgrupper
- Serber (84,93%)
- Ungrare (5,29%)
- Jugoslaver (1,86%)
- Övrigt (1,34%)